# Iosif Gafton
Iosif Gafton, pe numele laic Ioan Gafton, (n. 5 decembrie 1896, Valea Mărului, Galați, România – d. 9 iunie 1984, Râmnicu Vâlcea, Vâlcea, România) a fost un cleric al Bisericii Ortodoxe Române, care a îndeplinit funcțiile de arhiereu vicar patriarhal (1943-1944), episcop al Argeșului (1944-1949) și episcop al Râmnicului și Argeșului (1949-1984).

## Biografie

### Preot
S-a născut pe 5 decembrie 1896 în satul Puțeni (azi Valea Mărului) din județul Galați, în familia preotului Gheorghe Gafton și al soției sale, Anica, care au avut 12 copii. A primit la botez numele Ioan.
A absolvit cursurile Seminarului Teologic din Galați în anul 1920, iar în perioada 1920-1924 a urmat studii la Facultatea de Teologie din București. În 1925 a fost numit preot în parohia Rotari din județul Prahova. În 1933 a rămas văduv, după ce soția sa, Valeria, a murit. Cei doi soți au avut un fiu pe nume Lucian, care s-a căsătorit cu fiica preotului Marin Diaconescu din Pitești și a ajuns mai târziu preot profesor.
Preotul Ioan Gafton a slujit de la 1 noiembrie 1935 la Biserica „Sf. Ecaterina” din București, unde și-a continuat activitatea misionară și pastorală. A îndeplinit, de asemenea, funcțiile de consilier referent cultural în cadrul Cancelariei Arhiepiscopiei Bucureștilor (1941 - 1 decembrie 1942) și de consilier referent administrativ în aceeași cancelarie (1 decembrie 1942 - 1 noiembrie 1943). La 28 noiembrie 1942 a fost tuns în monahism la Mănăstirea Neamț cu numele de Iosif, iar două zile mai târziu a fost ridicat la rangul de protosinghel.

### Episcop
După ce la 1 noiembrie 1943 a fost numit vicar al Patriarhiei Române, protosinghelul Iosif Gafton a fost ales la 3 decembrie 1943, prin hotărârea Sfântului Sinod, în funcția de arhiereu vicar patriarhal cu titulatura „Sinaitul”. A fost ridicat la rangul de arhimandrit la 6 decembrie 1943, iar la 19 decembrie 1943 a fost hirotonit arhiereu în Catedrala Patriarhală din București de patriarhul Nicodim Munteanu, înconjurat de alți trei ierarhi.
La 15 ianuarie 1944, prin decizia Marelui Colegiu Electoral, a fost ales episcop de Argeș, alegerea fiind confirmată de autoritățile statului la 24 ianuarie. În consecință, Iosif Gafton a fost întronizat la Curtea de Argeș în 21 mai 1944.
În perioada 31 ianuarie - 10 februarie 1945 episcopul Iosif Gafton a condus delegația Bisericii Ortodoxe Române, care a participat la alegerea și înscăunarea ca patriarh al Moscovei și al întregii Rusii a lui Alexei I.
La 16 octombrie 1947 patriarhul Nicodim Munteanu, aflat în concediu de boală la Mănăstirea Neamț, l-a însărcinat pe episcopul Iosif Gafton „să rezolve lucrările curente ale Patriarhiei și să îndeplinească cele hotărâte de el în cauzele mai grele”. El a girat treburile curente ale Patriarhiei până în februarie 1948.
La 11 martie 1948 episcopul Iosif Gafton a fost numit administrator temporar al Eparhiei Râmnicului, înlocuindu-l pe arhiereul vicar patriarhal Atanasie Dincă „Bârlădeanul”, care a demisionat. El a condus cele două eparhii ca unități ecleziastice separate până în februarie 1949, când, în conformitate cu prevederile Statutului pentru Organizarea și Funcționarea Bisericii Ortodoxe Române, aprobat și pus în aplicare începând de atunci, Episcopia Argeșului a fost contopită cu Episcopia Râmnicului, formând Episcopia Râmnicului și Argeșului sub conducerea episcopului Iosif Gafton. Întronizarea sa a avut loc în 27 martie 1949 la Râmnicu Vâlcea.
Episcopul Iosif s-a implicat în restaurarea monumentelor istorice bisericești din eparhia sa, în punerea în valoare a patrimoniului cultural-artistic și în construirea de noi biserici sau repararea celor existente. S-a remarcat ca un zelos predicator și misionar în plan bisericesc, publicând articole și predici în periodicele bisericești, precum și broșuri pentru credincioși.

### Decesul
Iosif Gafton a murit pe 9 iunie 1984 în reședința episcopală din Râmnicu Vâlcea și a fost înmormântat trei zile mai târziu într-un mormânt modest aflat între cele două biserici din curtea episcopiei.

## Distincții
- Ordinul Meritul Cultural, în gradul de Cavaler cl. II, pentru biserică (1 februarie 1943)[3]
- Ordinul „Steaua Republicii Populare Romîne” clasa a III-a (30 decembrie 1957) „cu ocazia celei de a zecea aniversări a proclamării Republicii Populare Romîne și pentru merite deosebite în îndeplinirea sarcinilor date de Partidul Muncitoresc Romîn, pentru merite deosebite pe tărîmul construcției de stat, economice, sociale, culturale și obștești”[4]